# Dipoena augara
Dipoena augara är en spindelart som beskrevs av Claude Lévi 1963. Dipoena augara ingår i släktet Dipoena och familjen klotspindlar.
Artens utbredningsområde är Venezuela. Inga underarter finns listade i Catalogue of Life.